# Napad na German Flatts
Napad na German Flatts (17. september 1778) je bil napad na obmejno naselje German Flatts, New York (ki je takrat obsegalo tudi današnji Herkimer), med ameriško revolucionarno vojno. Napad je izvedla mešana sila lojalistov in Irokezov pod splošnim poveljstvom mohawškega poglavarja Josepha Branta, kar je povzročilo uničenje hiš, skednjev in pridelkov ter odtujitev živine za potrebe napadalcev. Naseljenci, ki jih je opozoril junaški tek Adama Helmerja, so se zatekli v lokalne utrdbe, vendar so bili vojaško prešibki, da bi ustavili napadalce.
Brantov napad je bil eden izmed serije napadov, izvedenih pod njegovim poveljstvom ali poveljstvom lojalističnih in seneških vodij proti skupnostim na takratni meji zahodnega New Yorka in severne Pensilvanije. Oblasti New Yorka so se odzvale z ukazom o ekspediciji, ki je uničila Brantove napredne operativne baze na ozemlju Irokezov.

## Ozadje
Po neuspehu kampanje britanskega generala Johna Burgoyna do Hudsona po bitkah pri Saratogi oktobra 1777, je ameriška revolucionarna vojna v severnem delu New Yorka postala obmejna vojna. Britanski voditelji v provinci Quebec (1763-1791) so podpirali lojalistične in indijanske partizanske borce z zalogami in orožjem. Pozimi 1777–78 sta Brant in drugi Britancem zavezani Indijanci razvili načrte za napad na obmejna naselja v New Yorku in Pensilvaniji. Februarja 1778 je Brant ustanovil operativno bazo v Onaquagi (današnji Windsor, New York). Rekrutiral je mešanico Irokezov in lojalistov, ki naj bi jih bilo med dvesto in tristo, ko je konec maja začel svojo kampanjo. Eden od njegovih ciljev je bil pridobiti zaloge za svoje sile in sile Johna Butlerja, ki je načrtoval operacije v dolini reke Susquehanna. Njegova prva ekspedicija je bil napad na Cobleskill in skozi poletje je napadal tudi druge obmejne skupnosti.
Ko je julija napadel naselja v Springfieldu, New York in Andrustownu (današnji Jordanville, New York), je Brant preživelim pustil opozorila, da bo kmalu napaden tudi German Flatts. Naselje German Flatts (zdaj znano kot Herkimer zaradi napake pri meritvah leta 1788, ki je zamenjala imena Herkimerja in današnjega German Flattsa na južnem bregu reke Mohawk) so leta 1723 ustanovili nemški priseljenci iz Palatinata.2</ref> Okrožje je branil lokalni miličniški polk pod poveljstvom polkovnika Petra Bellingerja. Na obeh straneh reke Mohawk sta bili dve glavni utrdbi, Fort Dayton in Fort Herkimer.

## Predigra
Čeprav je Brant načrtoval napad na German Flatts prej kot septembra, je odsotnost Johna Butlerja odložila njegove načrte. Butler se je vrnil v Fort Niagara po svojem napadu na skupnosti v dolini Wyoming julija in poslal stotnika Williama Caldwella (rangerja) v Unaquago, da bi rekrutiral moške za enoto, znano kot Butlerjevi rangerji. Do začetka septembra je bilo jasno, da se Butler ne vrača na območje, zato sta Brant in Caldwell sprožila ekspedicijo z moškimi, ki sta jih imela. Natančna sestava sile, ki je zapustila Unadillo (vas), New York, ni jasna. Viri se na splošno strinjajo, da je bilo v sili 152 Irokezov, predvsem Mohawkov, vendar da je bilo lojalistov (bodisi v Caldwellovi rangerški četi ali v Brantovi četi prostovoljcev) med 200 in 300.
Zaradi opozoril, prejetih prej, da Brant načrtuje napad, je polkovnik Bellinger pošiljal izvidnike v smeri Unadille, da bi zbrali obveščevalne podatke. 16. septembra je Brantova četa premagala izvidniško skupino devetih, nekaj jih je ubila in ostale razgnala. Eden od preživelih je bil Adam Helmer, ki je tekel 26 mi (42 km) pred napredujočo silo, da bi opozoril German Flatts. Polkovnik Bellinger je sprožil poziv k orožju svojega polka in poslal nujno prošnjo polkovniku Jacobu Klocku (polkovniku) za pomoč njegovega polka, medtem ko so se naseljenci zatekli v utrdbe.

## Napad
Caldwell, Brant in njihovi možje so prispeli v German Flatts kmalu po Helmerjevem opozorilu, zvečer 16. septembra, in začeli svoj napad naslednje jutro. Ker so se naseljenci zatekli v utrdbe, napadalci niso imeli pomembne priložnosti za zajemanje ujetnikov ali skalpov. Demonstrirali so pred utrdbami, vendar niso imeli težkega orožja, s katerim bi jih lahko pravilno napadli. Namesto tega so divjali po skupnostih na obeh straneh reke Mohawk, uničili 63 domov, podobno število skednjev, tri mline in eno žago. Odgnali so veliko število konj, goveda in ovac, ubili so tiste, ki jih niso mogli vzeti s seboj. Edine stavbe, ki so ostale, so bile utrdbe, skedenj, cerkev ter domovi ministra in nekaj lojalistov. Več kot 700 ljudi je ostalo brez strehe nad glavo zaradi njihovega uničenja. Zaradi Helmerjevega opozorila so bili ubiti le trije Američani. Stotnik Caldwell je zapisal, da bi njegovi možje "najverjetneje pobili večino prebivalcev German Flatts, če ne bi bili opozorjeni na naš prihod s strani enega od izvidnikov, ki je prišel in opozoril na naš pristop, in se morda zatekli v svoje utrdbe".

## Posledice
Klockov polk ni prispel, dokler napadalci niso odšli. Milica je zasledovala napadalce, vendar jih ni mogla dohiteti. Nekateri prijateljski Oneide in Tuscarore pa so izkoristili Brantovo odsotnost iz Unadille, da bi napadli to mesto in osvobodili ujetnike, ki jih je Brant zajel na poti v German Flatts.
Američani so v začetku oktobra sprožili povračilne napade, ki so uničili Unadillo in Onaquago. Brant in sin Johna Butlerja, Walter, sta organizirala povračilno odpravo proti Cherry Valleyju, ki je bil novembra prizorišče pokola. To dejanje in druga dejanja Branta in Butlerja so prispevala k odločitvi kontinentalnega kongresa, da odobri veliko odpravo kontinentalne vojske na ozemlje Irokezov. Odprava leta 1779, ki sta jo poveljevala generala John Sullivan in James Clinton, je sistematično uničila vasi irokeških plemen, ki so se borila za Britance, vendar ni veliko prispevala k zaustavitvi obmejne vojne. Območje German Flatts je bilo še posebej pogosto tarča napadov.
Roman Walterja D. Edmondsa iz leta 1936, Bobni ob Mohawku, pripoveduje zgodbo o Adamovem teku in podaja pregled nemških naselij ob reki. Po njem je bil posnet istoimenski film, ki ga je režiral John Ford in je bil izdan leta 1939.